# Famille de Loménie
 (novembre 2022).
La famille de Loménie est une famille française originaire du Limousin. Elle forma de nombreuses branches, dont la plupart demeurèrent dans leur région d'origine, autour de Flavignac, en Haute-Vienne.
La branche ainée s'établit pendant quelques générations à Marseille. Une branche puinée, les Loménie de Brienne, connut un destin brillant à la cour de France, du XVIe siècle à la Révolution française. Son fondateur, Martial de Loménie, accéda à la noblesse en 1552 par la charge de secrétaire du roi en la grande chancellerie et de greffier du conseil du roi. Ces deux branches furent décimées par la Révolution française, tandis que la dernière branche de la famille, demeurée non noble, s'éteignit en 1917.

## Origine
La famille de Loménie tire son nom de la terra de Lolmeno sita ad ulmum de cruce, ou « terre de Loménie située près de l'orme de la croix » sise dans la paroisse de Flavignac (Haute-Vienne) et dont la famille était tenancière. Cela explique sans doute l'arbre, élément principal des armoiries de Loménie. Cette terre, déjà mentionnée en 1254, dépendait au XVe siècle de l'abbaye Saint-Pierre-Saint-Paul de Solignac, par l'intermédiaire de son prieuré Saint-André de Faye. Peu à peu, à partir du XVe siècle, la famille acquit la plupart des terres adjacentes à celles du prieuré.

## Histoire
C'est en 1456 que le premier membre attesté de la famille, Jean Delomenye, dont toutes les branches descendent, fait l'acquisition de la terre de Lambaudie contigüe à celle de Faye. En 1465, le sieur de Loménie rachète au seigneur de Pérusse des Cars la rente qui grevait cette terre. La famille de Loménie est désormais installée sur ses propres terres, limitrophes de Faye, tout en étant tenancière de surfaces importantes dépendant de ce prieuré. L'ensemble sera divisé entre les deux fils de Jean, Gérald et Gautier. Cette division perdurera jusqu'en 1612, date du mariage de Guillaume, héritier de Lambaudie, avec sa cousine Simone, descendante de la branche de Faye et héritière du manoir de Faye. 
Dès le XVIe siècle, les terres de la famille étaient très imbriquées dans celles du prieuré et les prévôts de celui-ci furent systématiquement choisis au sein de la famille, à telle enseigne que l'établissement finit par être surnommé à la Révolution le « prieuré des Loménie ». Le cardinal Étienne-Charles de Loménie de Brienne en fut le dernier prévôt.

## Branches
La famille de Loménie a formé de nombreuses branches :
- branche de Marseille (éteinte en 1819)
- branche de la Bastide de Flavignac (éteinte au XIXe siècle)
- branche du Puyrenon (éteinte en 1917)
- branche de Saint-Martin-Château (éteinte au XIXe siècle)
- branche de Brienne (éteinte en 1794)
- branche de Montcuq (éteinte au XVIIIe siècle)

### Branche de la Bastide de Flavignac
Cette branche s'éteignit au XIXe siècle.
L'un de ses représentants, Guillaume de Loménie, sieur de Lambaudie, épousa en 1612 sa lointaine cousine Simone de Loménie, dame de Faye, sœur de l'évêque François de Loménie. Il obtint en 1638 des lettres de noblesse enregistrées à la Cour des aides de Clermont-Ferrand, à la suite d'un procès intenté par les habitants de la paroisse de Flavignac. Ces derniers portèrent l'affaire jusqu'en Conseil d'État où ils perdirent leur procès en 1657. Son fils Pierre de Loménie mourut sans enfant en 1690 ; avec lui s'éteignit ce rameau anobli.
Pierre de Loménie légua Faye à son neveu et filleul, Pierre de Villoutreix, fils de sa sœur ainée Marion, dont sont issus les Villoutreix de Faye. À la fin du XVIIIe siècle, le vieux château de Faye fut remplacé, à l'initiative de la famille Villoutreix de Faye, par le château actuel dû à l'architecte Joseph Brousseau.

### Branche du Puyrenon
Cette branche, restée non noble, est issue de Martial (dit « le jeune »), frère cadet de Guillaume de Loménie mentionné ci-dessus. Elle tire son nom d'un domaine de la paroisse de Flavignac qu'elle conserva de 1614 à 1752. L'abbé Louis Léonard de Loménie (1746-1832), tuteur du dernier représentant des Villoutreix de Faye, est un descendant indirect de cette branche.
Il convient de signaler le douzième représentant de la branche du Puyrenon, Louis de Loménie qui, élu le 30 décembre 1871, succéda à Mérimée à l'Académie française et fut le prédécesseur de Taine. Il est, entre autres, l'auteur d'un grand ouvrage sur les Mirabeau qu'acheva son fils Alexis Louis Charles. Ce dernier, auditeur au Conseil d'État, fut à son tour un homme de lettres distingué puis directeur et administrateur de la Compagnie française pour l'exploitation des procédés Thomson-Houston. Il décèdera le 1er janvier 1910 à l'âge de 53 ans.
Alexis Louis Charles de Loménie eut un fils, Louis de Loménie, qui s'orienta comme son grand-père, vers les études historiques et littéraires. Attaché à la bibliothèque de l'Arsenal, il est mobilisé lors de la, Première Guerre mondiale, au 413e régiment d'infanterie. Grièvement blessé le 9 mai 1917 durant la bataille du Chemin des Dames, il est ensuite porté disparu. Avec lui s'éteignit la famille de Loménie.

#### Extinction du nom, relevé en 1924
La sœur d'Alexis Louis Charles, Louise de Loménie, épousa Henri Beau (1855-1937), officier de la Légion d'honneur, issu de la famille des banquiers Beau, originaire de Saint-Vinnemer, dans l'Yonne.
Ils eurent quatre fils : Gérard Beau de Loménie, l'historien Emmanuel Beau de Loménie, Gilbert, fondateur du cabinet de conseils en propriété industrielle Beau de Loménie, et Louis Beau de Loménie, banquier. La descendance mâle des Loménie du Puyrenon étant éteinte, un jugement de 1924, homologuant un décret rendu après avis du Conseil d'État, autorisa les quatre fils de Louise à ajouter à leur patronyme celui de Loménie et à porter ainsi le nom Beau de Loménie.

### Branche de Brienne
La branche de Brienne est issue de Martial de Loménie, qui s'établit à Paris vers le milieu du XVIe siècle. Il accéda à la noblesse en 1552 par la charge de secrétaire du roi.
Cette branche parait avoir exploité le domaine et le moulin des Mingoux (paroisse de Flavignac). Cette dépendance ancienne du prieuré de Faye sur le ruisseau de l'Arthonnet était encore nommée du « Rodal » au XVe siècle. Le moulin et le domaine paraissent avoir changé de nom du fait que certains des tenanciers s'appelaient « Aymeric de Loménie » (ou « Deloménie ») (d'où le diminutif « Mingot »).
C'est la branche de Brienne qui connut le plus de réussite, par son entrée au service du roi à Paris. Martial de Loménie, son fondateur, fit carrière dans l'entourage de la Maison d'Albret et acquit la seigneurie de Versailles (1561-1571). Par le mariage en 1623 d'Henri-Auguste de Loménie avec Louise de Béon, héritière du comté de Brienne, cette branche entra en possession du comté de Brienne dont elle prit le nom.
Louis-Marie-Athanase de Loménie de Brienne (1730-1794) fut l'un des derniers secrétaires d'État à la Guerre sous l'Ancien Régime avant de mourir guillotiné. Les membres de la famille marquèrent toujours un profond attachement envers le berceau familial : ainsi, le cardinal Étienne-Charles de Loménie de Brienne fut le dernier prévôt du prieuré Saint-André de Faye, bénéfice qu'il avait reçu dans sa jeunesse.
La branche de Brienne fut décimée par la Révolution française et s'éteignit en 1794.

#### Personnalités de la branche de Brienne
- Martial de Loménie (vers 1520 - 1572), anobli par charge en 1552
- Henri-Auguste de Loménie (1594-1666), secrétaire d'État aux Affaires étrangères de Mazarin pendant la minorité de Louis XIV
- Louis-Henri de Loménie de Brienne (1636-1698), secrétaire d'État aux Affaires étrangères
- Charles-François de Loménie de Brienne (1637-1720), évêque de Coutances
- Étienne-Charles de Loménie de Brienne (1727-1794), élu membre de l'Académie française en 1770, cardinal, contrôleur général des finances en 1787
- Pierre François Martial de Loménie de Brienne (1763-1794), archevêque in partibus de Trajanopolis (de) du Rhodope
- Louis-Marie-Athanase de Loménie de Brienne (1730-1794), lieutenant général des armées du roi, secrétaire d'État à la Guerre de 1787 à 1788

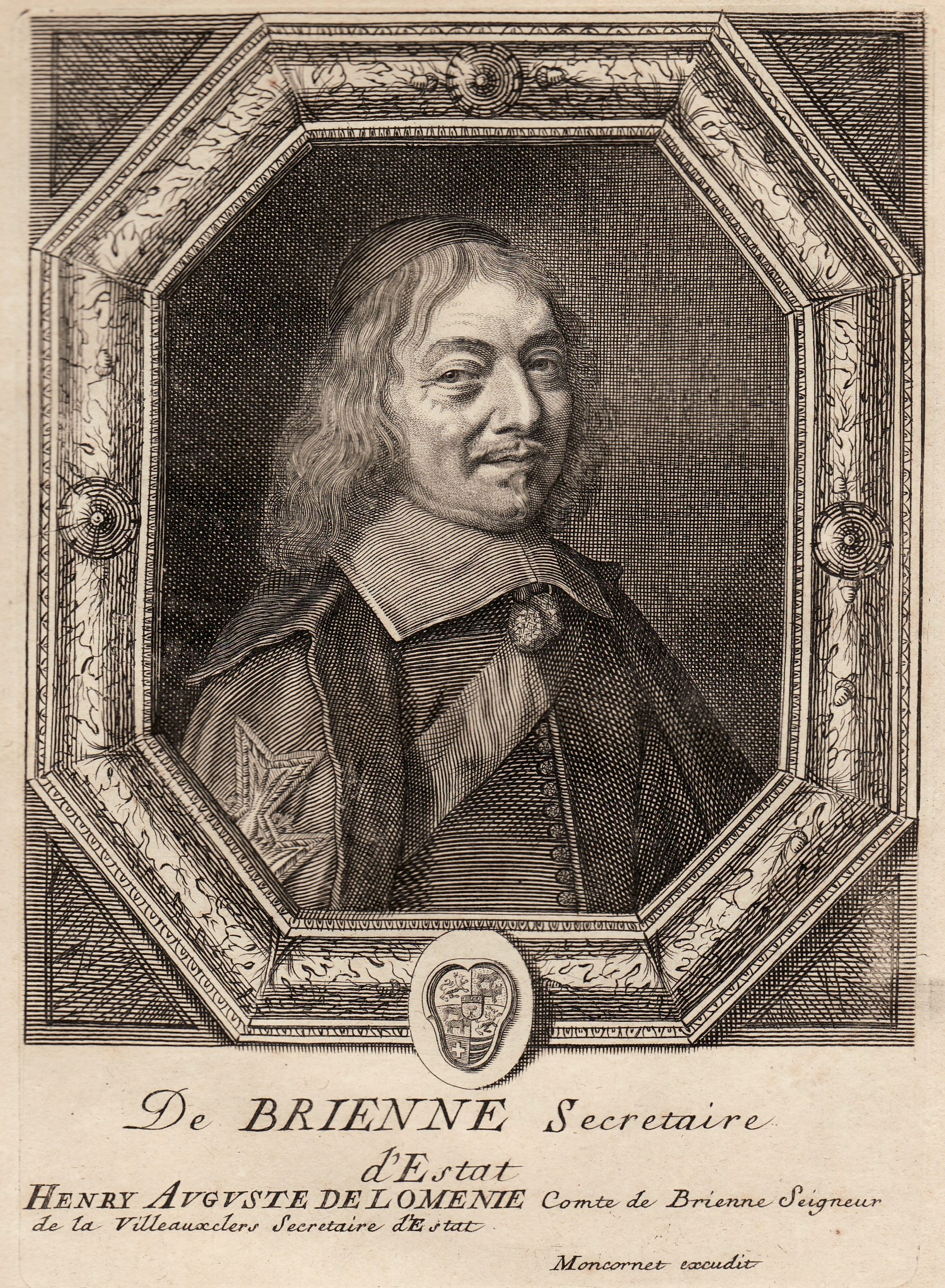
Henri-Auguste de Loménie de Brienne (1594-1666)
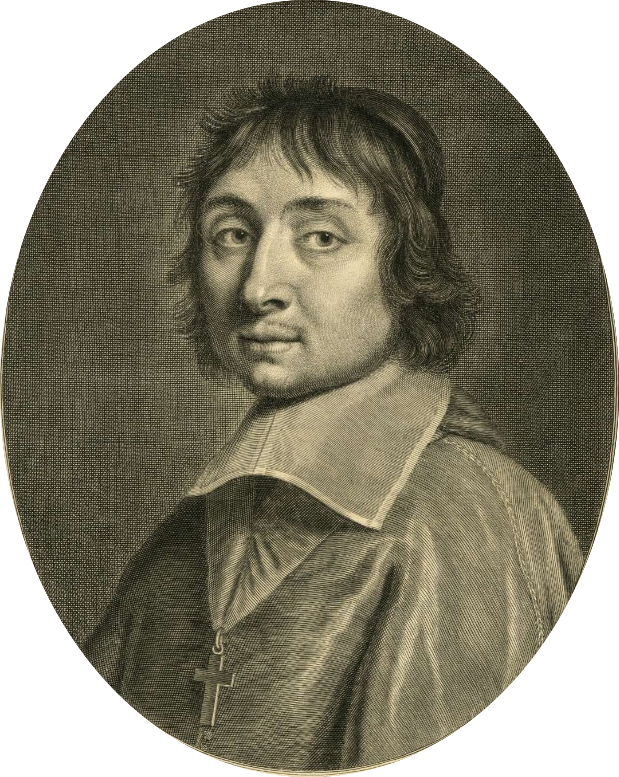
Charles-François de Loménie de Brienne (1637-1720)
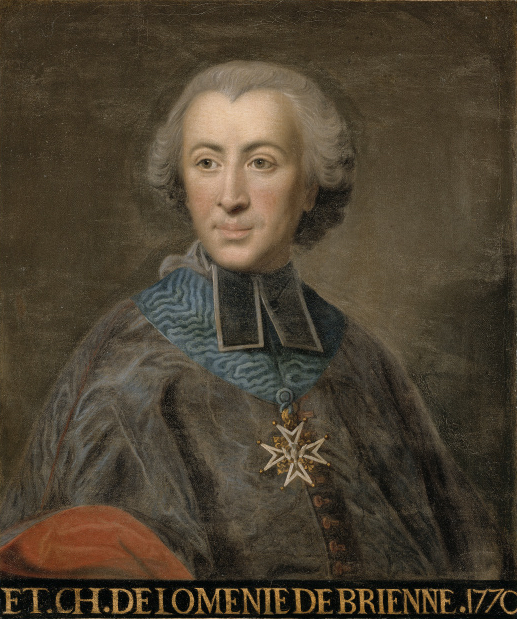
Étienne-Charles de Loménie de Brienne (1727-1794)
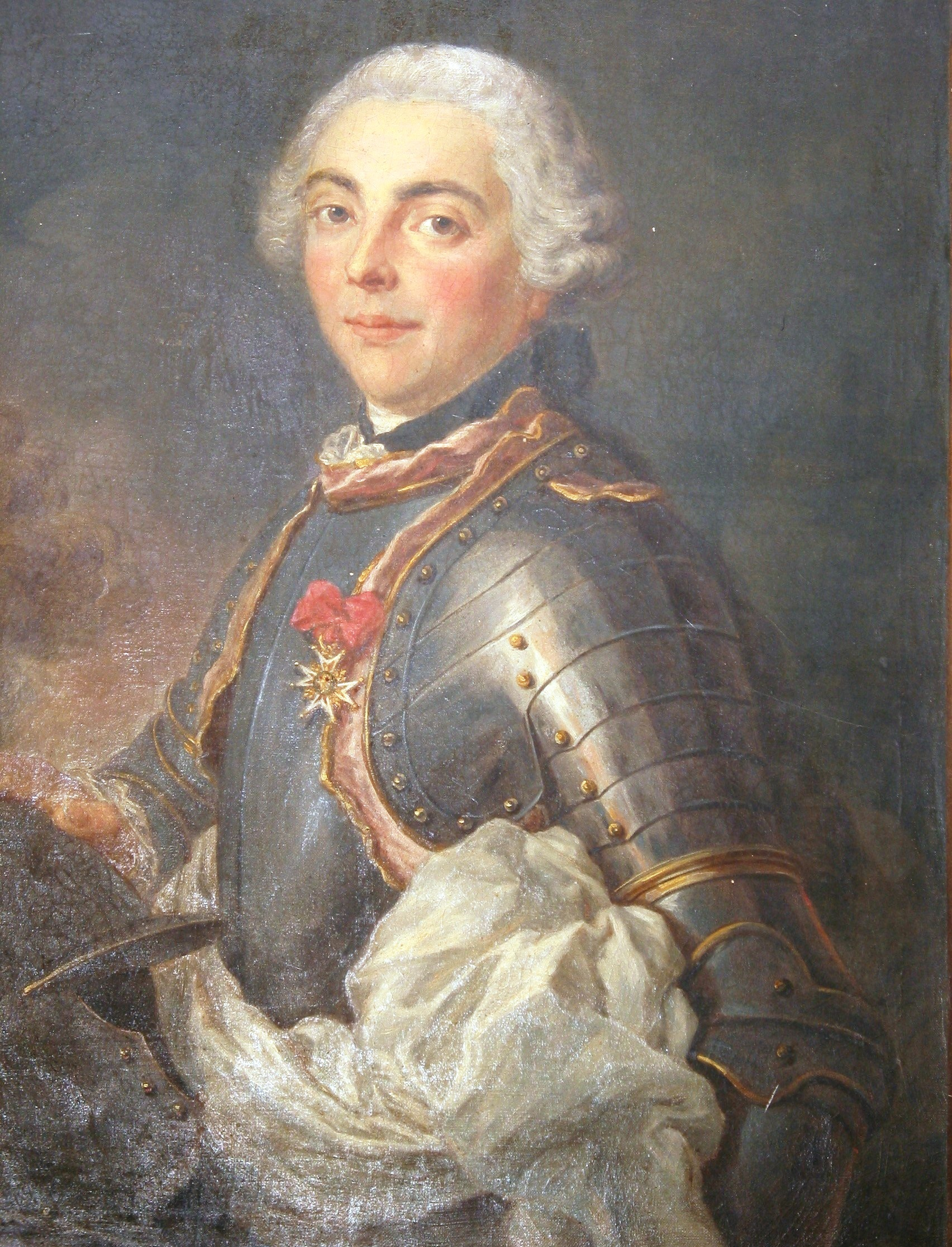
Louis-Marie-Athanase de Loménie de Brienne (1730-1794)

## Les familles apparentées

### Villoutreix (ou Villoutreys) de Faye
En 1690, Pierre de Villoutreix, fils d'Anet de Villoutreix et de Marion de Loménie, hérite des biens de son oncle et parrain, Pierre de Loménie. Parmi ces biens, se trouve le domaine de Faye, où il s'établit. Ses descendants y demeurent jusqu'en 1810, sous le nom « Villoutreix de Faye ». C'est à cette famille que l'on doit la reconstruction du château sur les plans de l'architecte Joseph Brousseau et l'aménagement des jardins dans les années précédant la Révolution. En 1810, le dernier représentant, sans postérité, se suicide dans le château. Il avait alors un tuteur, l'abbé Louis Léonard de Loménie, apparenté à la branche de Puyrenon. Ce dernier parait pousser les sœurs du défunt à vendre le domaine aux enchères. L'abbé rachète alors le domaine en sous-main avec sa belle-sœur Marie d'Haubech, veuve de son jeune frère François. Peu après, il dote de sa part sa nièce Jeanne-Marie-Thérèse dite « Louise » de Loménie. Celle-ci épouse en 1813 Jean-François de Labrouhe de Laborderie. À la mort de sa mère, "Louise" hérite de l'autre moitié du domaine.  

### Labrouhe de Laborderie
Issue de Jeanne-Marie-Thérèse dite « Louise » de Loménie, la famille reste propriétaire du château et domaine de Faye jusque dans les années 1950. Les biens sont alors vendus aux enchères.

## Pour approfondir